# 永耀集團
永耀集團控股有限公司，簡稱永耀集團（英語：Evershine Group Holdings Limited，港交所：8022，前稱「彩娛集團有限公司」），於2000年10月13日依據香港公司條例註冊成為有限公司。
永耀集團控股有限公司經香港聯合交易所有限公司於2001年8月13日批准成為創業板之上市公司，聯交所上市股份代號為8022。
永耀集團控股有限公司主要從事投資控股業務。該公司之附屬公司主要從事旅遊代理服務、時尚服裝貿易、手機應用程式業務、貿易業務、公墓業務、物業投資及放貸業務。
2021年8月16日起公司停牌，2022年10月17日起公司除牌。

## 外部連結
- 永耀集團控股有限公司